# Rhorus lapponicus
Rhorus lapponicus är en stekelart som först beskrevs av Per Abraham Roman 1909.  Rhorus lapponicus ingår i släktet Rhorus och familjen brokparasitsteklar. Arten är reproducerande i Sverige. Inga underarter finns listade i Catalogue of Life.